# Second Avenue
«Second Avenue» es una canción de 1974 que fue primero un éxito para el cantautor estadounidense Tim Moore y luego, algunos meses después, un éxito para el músico Art Garfunkel.

## Versión de Tim Moore
La canción «Second Avenue» fue un gran éxito para Moore; alcanzó el número 58 en la lista Hot 100 de Billboard. Fue escrita por el propio Moore y fue producida por el músico Nick Jameson. Fue publicada en mayo de 1974 como el segundo sencillo de su álbum debut homónimo.

### Recepción de la crítica
Un escritor no especificado de Record World declaró: “El debut discográfico de un cantautor sensible es una canción de ruptura tan triste como la condición humana puede soportar. Esta llorosa canción de despedida es una balada de primer nivel”. Un escritor no especificado de Cash Box declaró: “Puede que se hagan comparaciones con, digamos, Billy Joel o incluso con el fallecido Jim Croce, pero Tim es un individuo con un futuro sólido basado en su talento interpretativo y escrito. Esta balada presenta una letra excelente junto con un excelente arreglo, todo lo cual hace que sea una experiencia muy suave que vale la pena”.

### Lista de canciones
Todas las canciones escritas y compuestas por Tim Moore.
1. «Second Avenue» – 3:51
2. «Aviation Man» – 2:40

### Posicionamiento
| Gráfica (1974)                            | Pico de posición |
| ----------------------------------------- | ---------------- |
| Canadá (RPM Top Singles)                  | 60               |
| Estados Unidos (Billboard Hot 100)        | 58               |
| Estados Unidos (Billboard Easy Listening) | 41               |

## Versión de Garfunkel
La versión de Art Garfunkel (acreditado monónimamente como Garfunkel) de «Second Avenue» se publicó a principios de septiembre de 1974, al mismo tiempo que la reedición de la versión de Moore por parte de Asylum Records. La canción no apareció en un ningún álbum de estudio de Garfunkel hasta su álbum recopilatorio homónimo de 1988.

### Recepción de la crítica
Un escritor no especificado de la revista Cash Box declaró: “Líricamente, la canción es magnífica y digna de escucharse con mucha atención. El tratamiento de Garfunkel hace que valga la pena aún más. Una canción perfectamente de ensueño que sentará bien en la próxima temporada de otoño”.

### Lista de canciones
7-inch single – Columbia 3-10020
1. «Second Avenue» – 3:59
2. «Woyaya» – 3:17

### Posicionamiento
| Gráfica (1974–75)                         | Pico de posición |
| ----------------------------------------- | ---------------- |
| Australia (Kent Music Report)             | 89               |
| Canadá (RPM Top Singles)                  | 39               |
| Canadá (RPM Pop Music Playlist)           | 32               |
| Estados Unidos (Billboard Hot 100)        | 34               |
| Estados Unidos (Billboard Easy Listening) | 6                |